# Shahrestān di Karaj
Lo shahrestān di Karaj (in persiano شهرستان کرج‎) è uno dei 4 shahrestān della provincia di Alborz, in Iran.
Il capoluogo è Karaj. Lo shahrestān è suddiviso in 3 circoscrizioni (bakhsh): 
- Centrale (بخش مرکزی), con le città di Karaj, Garmdarreh, Kamal Shahr, Mahdasht, Meshkin Dasht e Mohammadshahr.
- Eshtehard (بخش اشتهارد), con la città di Eshtehard.
- Asara (بخش آسارا), con la città di Asara.